# Tongyong pinyin
Tongyong pinyin (čínsky: 通用拼音; tongyong pinyin: tongyòng pinyin; hanyu pinyin: tōngyòng pīnyīn; český přepis: tchung-jung pchin-jin) byla v letech 2002–2008 oficiální metoda transkripce čínských znaků do latinky, schválená tchajwanským ministerstvem školství. Jeho používání není povinné. Je postaven na výslovnosti standardní čínštiny.

## Historie
Na Tchaj-wanu se dlouho používaly různé systémy romanizace. Oficiálně se užíval systém Gwoyeu Romatzyh, od roku 1986 nahrazen MPS II (Mandarin Phonetic Symbols II), ovšem tyto systémy se nikdy výrazněji neprosadily do praxe, kde převládala Wade-Gilesova transkripce, která ovšem nebyla používána zcela důsledně.
Tchajwanci (zejména ti, kteří si přejí úplnou nezávislost) dlouho odmítali přechod na hanyu pinyin (pchin-jin), protože pochází z ČLR a hledali vlastní systém.
Tongyong pinyin vymyslel v roce 1998 Jü Po-čchüan (余伯泉). Tento systém byl od té doby několikrát upraven. Ve srovnání s chan-ju pchin-jinem vykazuje jisté shody, ale i řadu rozdílů.
V listopadu 2000 navrhl bývalý ministr školství Ccheng Č'-lang (曾志朗), aby vláda používala hanyu pinyin s několika úpravami pro místní nářečí, ale návrh byl zamítnut. Mnoho lidí, včetně starosty Tchaj-peje, Ma Jing-ťioua (馬英九), věřilo, že Tchaj-wan by měl přejít na hanyu pinyin, protože je to mezinárodní standard.
10. července 2002 se na tchajwanském ministerstvu školství konala schůze pro 27 členů. Dostavilo se jich pouze 13, 2 jednání předčasně opustili a předseda nemohl hlasovat, takže vyhláška o tongyong pinyinu prošla pouhými 10 hlasy. Protože tongyong pinyin není povinný, tchajpejská městská rada se rozhodla, že bude používat souběžně tongyong i chan-ju pchin-jin. Starosta Ma později rozhodl, že na silničních ukazatelích bude pouze chan-ju pchin-jin a na konci roku 2002 bylo 161 silničních ukazatelů změněno ze starší transkripce na chan-ju pchin-jin. Na konci roku 2003 mělo všech 659 ulic cedule v chan-ju pchin-jinu.
Dělení skupin příznivců chan-ju pchin-jin a tongyong pinyinu se na Tchaj-wanu do značné míry kryjí se rozdělením na zastánce tezí „Tchaj-wan je Čína,“ resp. „Tchaj-wan má být na Číně nezávislý.“ Radnice ovládané Kuomintangem proto obvykle preferují chan-ju pchin-jin, radnice ovládané demokratickou stranou preferují tongyong. Vedle sebe pak mohou být dvě cedule s odlišným pravopisem, podle toho, která radnice je vede. Nekonzistentní transkripce ale není na Tchaj-wanu nic nového.
Částečně i kvůli nedostatečné shodě, kterou abecedu používat, byl (v roce 2003) na neurčito odložen záměr ministerstva školství začít používat chan-ju pchin-jin k výuce výslovnosti znaků ve školách (dosud se používá zvláštní abeceda ču-jin).
V roce 2008 Kuomintang vyhrál jak parlamentní tak prezidentské volby. Na to byl vyhlášen od 1. ledna 2009 chan-ju pchin-jin již jako jediný oficiální systémem romanizace na Tchaj-wanu.

## Pravidla
Pokud není řečeno jinak, tongyong pinyin se shoduje s hanyu pinyinem.
| Hanyu pinyin | Tongyong pinyin | Příklad                                                                 | Český přepis |
| ------------ | --------------- | ----------------------------------------------------------------------- | ------------ |
| zh           | jh              | jhong (中)                                                              | č            |
| xi           | si              | sin (新)                                                                | si           |
| xu           | syu             | syǔ (許)                                                                | sü           |
| qi           | ci              | cing (清)                                                               | čchi         |
| qu           | cyu             | cyù (去)                                                                | čchü         |
| i            | ih              | zih (資), cíh (慈), sih (思), zhih (知), chih (吃), shih (詩), rìh (日) | '            |
| feng         | fong            | fòng (奉)                                                               | feng         |
| weng         | wong            | wòng (瓮)                                                               | weng         |
| wen          | wun             | wun (溫)                                                                | wen          |
| ü            | yu              | lyù (綠)                                                                | ü            |
| iu           | iu i iou        | liù / liòu (六)                                                         | iou          |
| ui           | ui i uei        | guǐ / guěi (鬼)                                                         | uej          |

## Interpunkce
- Slabiky ve slově se oddělují pomlčkami jako v českém přepisu. Výjimkou jsou místní jména.
- Tongyong používá tónové značky jako ču-jin a ne jako hanyu, tj. první tón nemá žádnou značku a neutrální tón se označuje tečkou (na počítačích nepovinné).
- Pokud neoddělujeme slabiky, ale v konkrétním slově je to potřeba kvůli jednoznačnosti, použije se apostrof jako v hanyu (např. ji'nan oproti jin'an). Lze použít i pomlčku.

## Tchajwanština
Existuje i verze tongyong pinyinu pro přepis tchajwanštiny (台語音標版), která neobsahuje písmeno f, ale přidává písmeno v (pro hlásku 万). Tchajwanské ministerstvo školství však 28. září 2006 rozhodlo, že pro tchajwanštinu se nadále bude používat systém zvaný Pe̍h-ōe-jī (台羅版拼音).

## Galerie

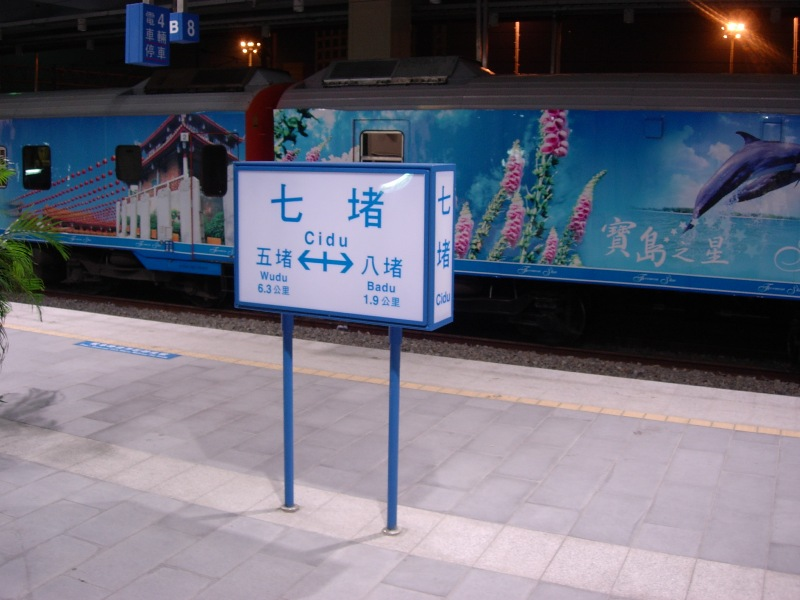
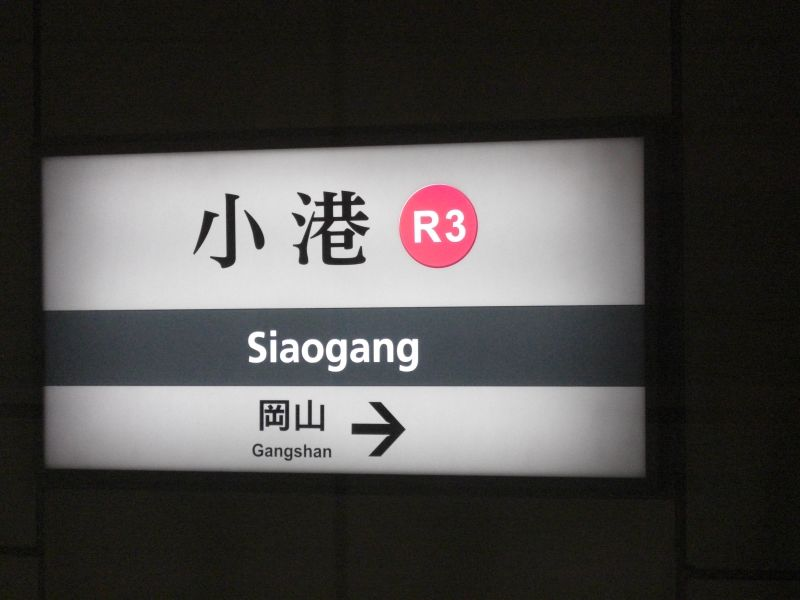
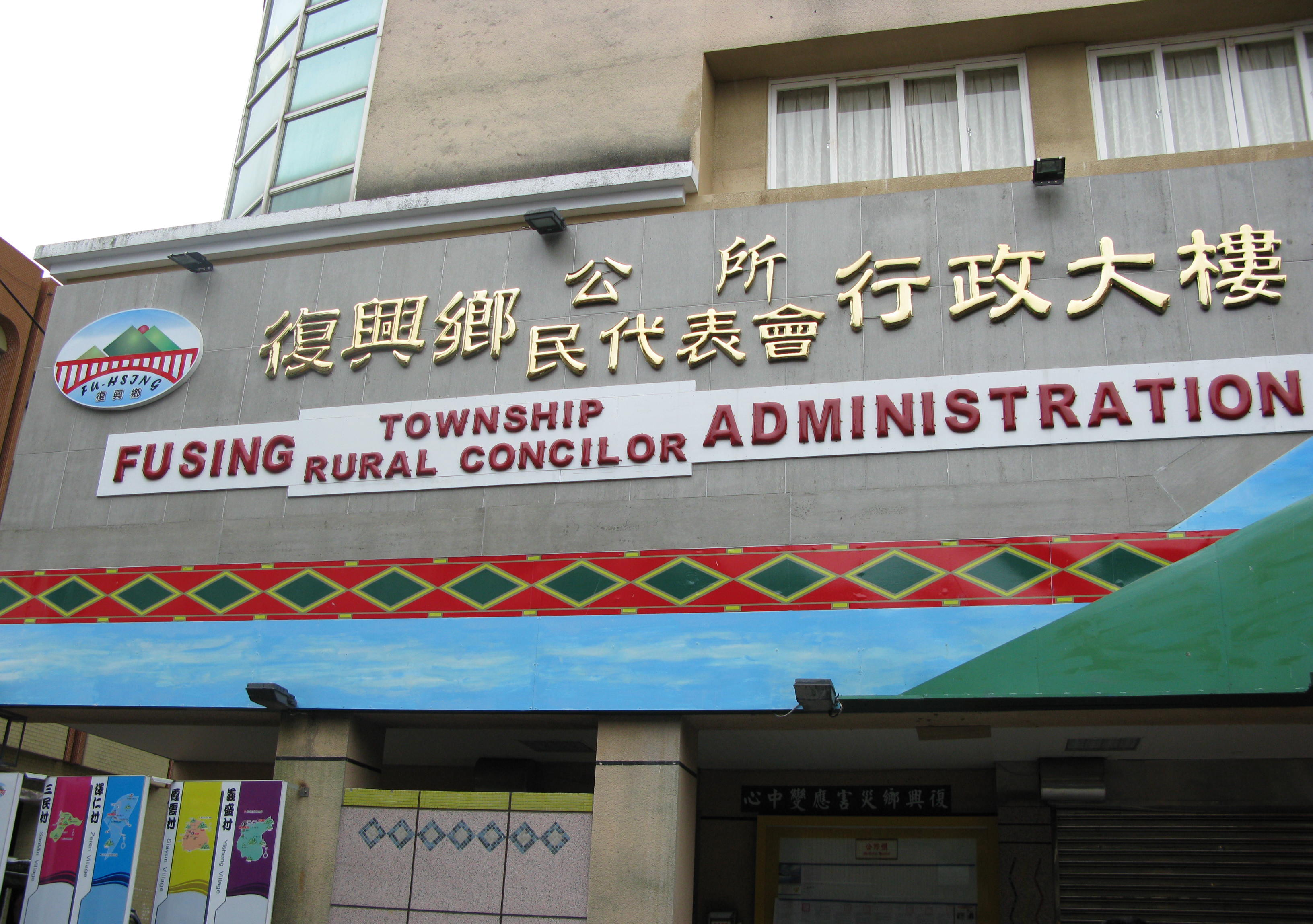